# Brechin
Brechin (gael. Breichin) – miasto we wschodniej Szkocji (Wielka Brytania), w jednostce administracyjnej (council area) Angus, położone w dolinie Strathmore, nad rzeką South Esk. W 2011 roku liczyło 7481 mieszkańców.

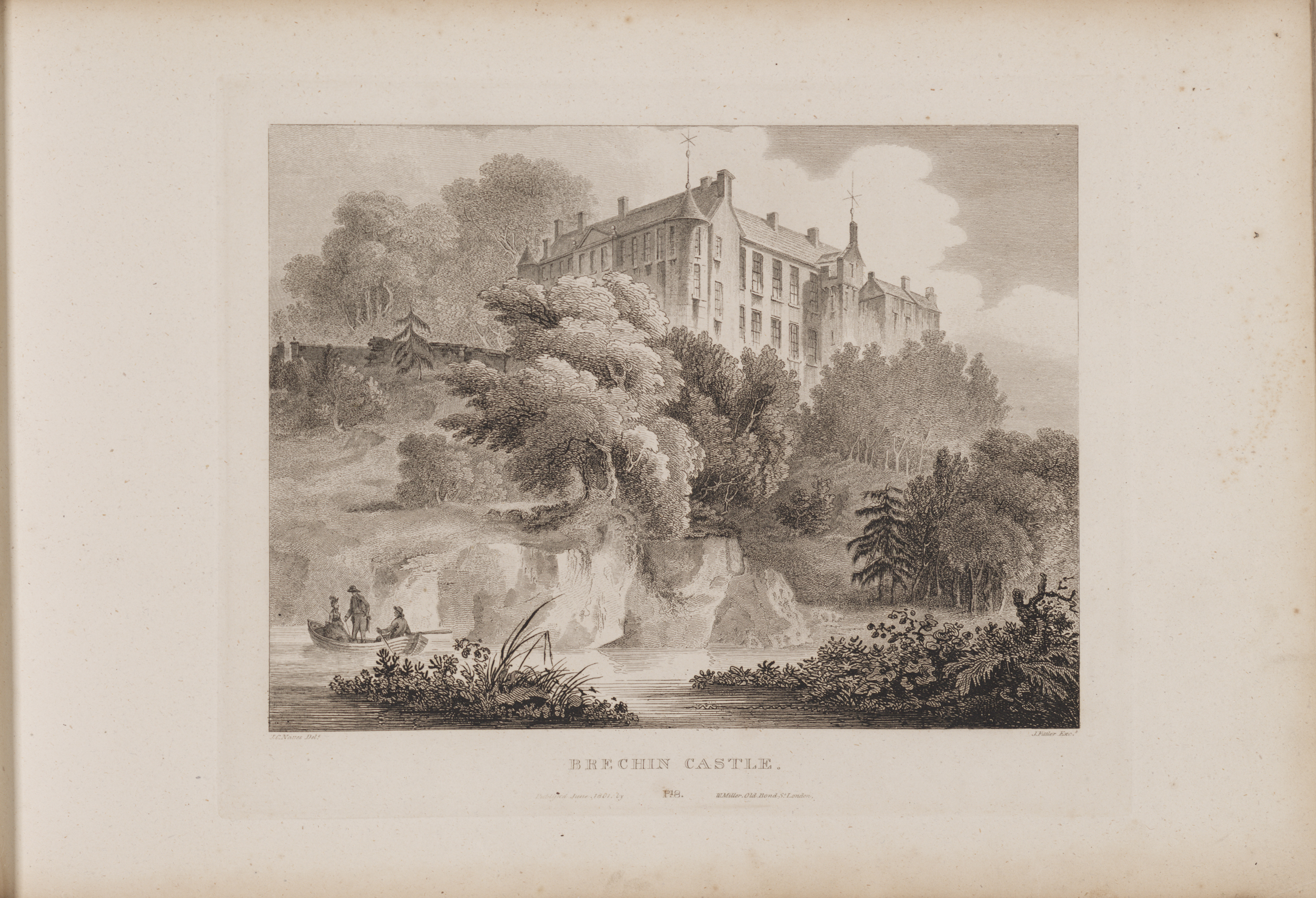
Akwafort zamku w Brechin wykonany w 1804 roku